# Partitio terrarum imperii Romaniae
Partitio terrarum imperii Romaniae (latim para "repartição das terras do império da România [Império Bizantino]") foi um tratado assinado após o saque de Constantinopla (1204), a capital do Império Bizantino, pela Quarta Cruzada. Ele fundou o Império Latino e definiu os termos da divisão dos territórios bizantinos entre os participantes da cruzada, beneficiando principalmente a República de Veneza.

## Termos
O tratado, que foi promulgado ou no final de setembro ou no início de outubro de 1204 (ou ainda, de acordo com Nicolau Oikonomides, imediatamente depois do saque, em abril-maio de 1204), foi escrito por um comitê de 24 pessoas, doze das quais venezeanas e os demais, representantes dos demais líderes cruzados. Ele deu ao imperador latino controle direto sobre um quarto do território bizantino, a Veneza, três-oitavos - incluindo três oitavos da cidade de Constantinopla, incluindo Hagia Sophia - e restante foi proporcionalmente dividido entre os demais líderes. Pelos termos desta divisão, Veneza se tornou a principal potência na região e o poder de facto por trás do Império Latino, o que claramente se percebe pelo suntuoso título que seu doge incorporou: Dominator quartae et dimidiae partis totius Romaniae ("Senhor de um quarto e meio de toda a România" em latim).

## Efeitos
A Partitio Romaniae iniciou um período da História da Grécia conhecido como Francocracia ou Latinocracia ("controle franco/latino"), no qual os nobres católicos da Europa Ocidental, a maioria franceses e italianos, fundaram estados no antigo território bizantino e governaram a população nativa majoritariamente composta de gregos bizantinos ortodoxos. Os termos da Partitio Romaniae não foram completamente implementados, parcialmente pela resistência dos nobres gregos, que fundaram estados independentes em Epiro, Niceia e Trebizonda, e também por conta de conflitos entre os próprios cruzados. O próprio Império Latino se envolveu num desastroso conflito com o poderoso Segundo Império Búlgaro.

## Importância como fonte histórica
Como a divisão se baseou em documentos e registros tributários da chancelaria imperial bizantina, hoje perdidos, a Partitio Romaniae é um documento valioso sobre as divisões administrativas (episcépse) e as propriedades do governo central bizantino e das diversas famílias bizantinas mais ricas por volta de 1203.